# Mega Man X3
Mega Man X3, также выходившая в Японии под названием Rockman X3  (яп.  ロックマンX3 Роккуман X3) — компьютерная игра в жанре экшен-платформера, разработанная и изданная в 1995 году компанией Capcom для игровой системы Super Nintendo Entertainment System. Игра вышла в Японии 1 декабря 1995 года, а затем в 1996 году в Северной Америке и регионах PAL. Это третья игра в серии Mega Man X и последняя, выпущенная для SNES. Действие Mega Man X3 происходит в вымышленном будущем, где мир населен людьми и разумными роботами, называемыми «Реплоидами». Некоторые Реплоиды, подобно своим создателям-людям, совершают преступления и получают статус «Мавериков». После двух побед над лидером Мавериков Сигмой, героям Иксу и Зеро предстоит сразиться с ученым-реплоидом доктором Допплером и его последователями-Мавериками.
Mega Man X3 следует традициям как оригинальной серии Mega Man, так и серии Mega Man X, представляя собой классический экшен-платформер. Игрок проходит восемь уровней в произвольном порядке, получая различные улучшения и забирая специальное оружие у босса в конце каждого уровня. Mega Man X3 — первая игра в серии, где помимо Икса появляется возможность управлять Зеро. Как и её предшественница Mega Man X2, X3 использует графический чип «Cx4», позволяющий создавать некоторые простейшие трёхмерные эффекты и эффекты прозрачности.
32-битная версия Mega Man X3 была выпущена для PlayStation, Sega Saturn и Windows в различных странах. Эта версия вошла в североамериканский сборник Mega Man X Collection 2006 года. Планировалась версия для 3DO Interactive Multiplayer, но она была отменена из-за провала игровой системы. В 2010 году игра была портирована на японские мобильные телефоны. Критики положительно оценили Mega Man X3 за новые улучшения способностей Икса и дебют Зеро в качестве играбельного персонажа. Однако игра, особенно 32-битная версия, подверглась критике за отсутствие существенных улучшений в серии. Версия для SNES была выпущена на Virtual Console для Wii U в 2014 году. В 2018 году версия для SNES была переиздана для Nintendo Switch, PlayStation 4, Windows и Xbox One в составе сборника Mega Man X Legacy Collection.

## Игровой процесс

Mega Man X3 — первая игра в серии, в которой Зеро стал играбельным персонажем

Mega Man X3 следует игровой механике, заложенной в Mega Man X и Mega Man X2, которые в свою очередь развили концепцию оригинальной серии Mega Man. Игрок управляет роботом по имени Икс, и должен пройти восемь уровней по своему выбору. Каждый уровень наполнен препятствиями, ловушками и вражескими роботами. Каждый уровень завершается схваткой с боссом-Мавериком, победа над которым позволяет получить его специальное оружие. У каждого босса есть уязвимость к определенному виду оружия, что дает игроку возможность выбрать оптимальную последовательность прохождения уровней.
Икс обладает набором способностей из предыдущих игр: бег, прыжки, рывки, лазание по стенам и стрельба из модернизируемой руки-пушки «X-Buster». Игрок может улучшать характеристики Икса, собирая части брони (для головы, тела, ног и X-Buster) в специальных капсулах на уровнях. Дополнительные капсулы с чипами добавляют новые возможности, при этом Икс, как правило, может использовать только один чип одновременно. В игре присутствуют улучшения в виде «Heart Tanks», увеличивающих максимальный запас энергии, и «Sub-Tanks» для хранения энергии. На некоторых уровнях также доступны мощные пилтоируемые боевые машины «Ride Armor». Также на уровнях спрятаны предметы, позволяющие игроку вызывать транспортные средства в любой момент.
Mega Man X3 — первая игра в серии, позволяющая управлять союзником Икса, роботом Зеро, хотя его возможности ограничены. Зеро можно призвать для замены Икса практически на любом этапе, однако он не может собирать части брони или улучшения Икса. Кроме того, Зеро не может сражаться с боссами посреди уровня или в конце этапа, за исключением одного случая, который открывает доступ к секретному оружию для Икса. В случае поражения Зеро становится недоступен до конца игры.

## Сюжет
Действие Mega Man X3 разворачивается в неопределённом году 22-го века, обозначенном как «21XX», после событий Mega Man X2. Человечество адаптировалось к жизни с «реплоидами» — интеллектуальными андроидами. Но некоторые реплоиды становятся «мавериками», совершая преступления и устраивая беспорядки. Доктор Кейн, создатель Реплоидов, формирует военное подразделение «Охотники на Мавериков» (англ. Maverick Hunters) для противодействия этой угрозе.
Несмотря на две успешные операции охотников Икс и Зеро по предотвращению попыток лидера Мавериков Сигмы уничтожить человечество, активность Мавериков не прекращается. Однако угроза Мавериков позже нейтрализуется благодаря технологии учёного-Реплоида доктора Допплера, предотвращающей их неконтролируемое поведение. Реформированные Реплоиды строят город-утопию, названный «Допплер-таун». Казалось, что все наладилось, пока бывшие Реплоиды внезапно не вернулись к прежнему поведению и не начали вновь создавать проблемы, даже атаковав штаб-квартиру Охотников. Допплера призывают к ответу, а Икс и Зеро отправляются на подавление новой угрозы.
После того как два героя побеждают Допплера и силы, присягнувшие ему на верность, учёный приходит в себя и осознаёт весь причинённый им ущерб. Он объясняет, что Сигма жив в виде компьютерного вируса и что Допплер был заражён с целью создания нового тела для Сигмы. Икс отправляется на поиски Сигмы, и после интенсивной битвы Вирус Сигма в чистом виде преследует Икса, пытаясь заразить и захватить его. Когда Икс оказывается в тупике, может произойти одно из двух. В одной из концовок Зеро использует подлинное антивирусное программное обеспечение Допплера, загружая его в свою саблю. Он прибывает вовремя, чтобы спасти Икса, и уничтожает Сигму, после чего герои эвакуируются из взрывающейся лаборатории. Однако если Зеро получает повреждения во время игры, Допплер вместо этого использует собственное тело в качестве антивируса и жертвует собой ради общего блага.

## Разработка и выпуск
К началу разработки Mega Man X3 Кэйдзи Инафунэ, ключевой разработчик франшизы Mega Man, перешёл от роли художника к должностям режиссёра, продюсера и сценариста. Начиная с Mega Man X2, Инафунэ хотел использовать компьютерный вирус в качестве сюжетного элемента, считая это более интересной идеей, чем материальный антагонист. В обязанности Инафунэ также входила работа над мерчандайзингом игры, включая игрушки и коллекционные карточки. Хотя сценарий, дизайн персонажей и художественное оформление были созданы в Capcom, значительная часть непосредственной разработки игры была передана на субподряд компании Minakuchi Engineering, ранее разработавшей большинство игр серии Mega Man для Game Boy, а также сборник Mega Man: The Wily Wars для Sega Mega Drive. Инафунэ вспоминал, что испытывал «психологические терзания» из-за того, что позволил «посторонним» заниматься разработкой игры. Единственными персонажами, которых Инафунэ лично разработал для игры, были Икс, Зеро и Вайл. Инафунэ признавался, что очень «ревностно» относился к Зеро, к которому испытывал особый интерес с момента создания персонажа для первой Mega Man X. Работа над дизайном всех остальных персонажей, боссов и второстепенных врагов была распределёна между художниками Хаято Кадзи, Тацуей Ёсикавой, Синсукэ Комаки и Казуси Ито.
Графически Mega Man X3 схожа с предшествующими играми серии и использует чип SNES Cx4, ранее применённый в Mega Man X2. Этот цифровой сигнальный процессор, встроенный в картридж, обеспечивает базовые трёхмерные графические эффекты: вращение, увеличение и уменьшение каркасных объектов. Игра была выпущена в Японии 1 декабря 1995 года. В Европе выпуск состоялся 15 мая 1996 года. В Северной Америке игра вышла 4 января 1996 года.
Порт Mega Man X3 был выпущен на игровых системах Sega Saturn и PlayStation в Японии 26 апреля 1996 года и в Европе в марте 1997 года. Capcom заявляла о планах передать права на издание этих версий некой американской компании для выпуска в Северной Америке, однако в итоге они так и не были там выпущены. Версия для Windows, основанная на этом 32-битном издании, вышла в Японии в 1997 году, а в Северной Америке и Европе — в 1998 году. Портированные версии отличались наличием дополнительных анимированных видеороликов, переаранжированными музыкальными треками и полностью измененными звуковыми эффектами по сравнению с оригинальной версией для SNES. В 1996 году в Японии был анонсирован порт для 3DO Interactive Multiplayer, но он не был выпущен из-за провала игровой системы. Японская версия Mega Man X3 для PlayStation позже была переиздана в рамках бюджетной линейки Sony «The Best for Family». Версия для PlayStation была включена в сборник Mega Man X Collection, выпущенный для PlayStation 2 и GameCube в Северной Америке в начале 2006 года. 1 июля 2010 года Mega Man X3 была выпущена для мобильных телефонов с поддержкой EZweb в Японии. Версия Mega Man X3 для SNES была выпущена в сервисе Virtual Console для Wii U в Северной Америке 28 августа 2014 года, в Японии 8 октября 2014 года и в PAL-регионах 6 ноября 2014 года. Было выпущено переиздание для Nintendo Switch, PlayStation 4, Windows и Xbox One в составе сборника Mega Man X Legacy Collection, который вышел 24 июля 2018 года по всему миру и 26 июля 2018 года в Японии.
Саундтрек к игре был написан фрилансером Кинуё Ямаситой. Несмотря на то, что в альбоме с саундтреком игры указан персонал компании Minakuchi Engineering, Ямасита работала с ними на внештатной основе, а не как штатный сотрудник компании. Японские 32-битные версии игры включают две вокальные композиции в жанре J-pop, исполненные Котоно Сибуей: открывающую тему «One More Time» и завершающую тему «I’m Believer». Музыкальные композиции как из версии для SNES, так и из 32-битных версий были включены во второй диск сборника Capcom Music Generation: Rockman X1 ~ X6, выпущенного лейблом Suleputer в 2003 году.

## Критика
| Сводный рейтинг         | Сводный рейтинг                            |
| Агрегатор               | Оценка                                     |
| ----------------------- | ------------------------------------------ |
| GameRankings            | 70.77% (SNES)                              |
| Иноязычные издания      |                                            |
| Издание                 | Оценка                                     |
| AllGame                 | SNES: 4 из 5                               |
| EGM                     | SNES: 7.375/10                             |
| Famitsu                 | SNES: 25 of 40 SAT: 25 of 40 PS1: 25 of 40 |
| GameFan                 | SNES: 87 of 100 SAT: 71 of 100             |
| GamePro                 | SNES:                                      |
| Nintendo Power          | SNES: (3.43/5)                             |
| Game Players            | SNES: 81 of 100                            |
| Super Play              | SNES: 70%                                  |
| Saturn Power            | SAT: 23%                                   |
| Sega Saturn Magazine    | SAT: 66%                                   |
| Computer Games Magazine | PC:                                        |

Mega Man X3 была в целом положительно встречена игровой прессой. Рецензенты отмечали сохранение основных элементов игрового процесса серии, высокое качество графики и управления, а также возможность игры за Зеро. Рецензент GamePro Майк Вейганд отметил повышенную сложность, точность управления и улучшенные спецэффекты, хотя и указал на отсутствие значительных инноваций. Дэйв Халверсон из GameFan похвалил скорость, разнообразие, спецэффекты и улучшения, назвав игру «достойным 16-битным финалом великой серии». IGN также назвал Mega Man X3 «достойным завершением 16-битной эры», поместив её на 67-е место в списке лучших игр для SNES 2011 года. Двое обозревателей Electronic Gaming Monthly сочли игру улучшением по сравнению с X2 благодаря более крупным уровням и большому количеству секретов, в то время как двое других отметили явное сходство с предыдущими играми серии. В 2018 году Complex включил игру в список лучших проектов для Super Nintendo, присудив ей 73-е место.
Некоторые критики отметили чрезмерное сходство Mega Man X3 с предыдущими играми серии. Джонатан Дэвис из Super Play посчитал игру практически идентичной Mega Man X2, предположив, что Capcom эксплуатирует лояльность фанатов. Трое из четырех обозревателей Electronic Gaming Monthly также отметили избыточное сходство с другими играми о Mega Man. Джереми Пэриш из 1UP.com указал на отсутствие существенных отличий от предыдущих частей, раскритиковав дизайн уровней. Редакторы GameSpot Кристиан Натт и Джастин Спир сочли, что обилие улучшений и бонусов негативно повлияло на игровой процесс, а добавление Зеро в качестве играбельного персонажа не принесло значительных изменений.
Портированные версии Mega Man X3 подверглись более жёсткой критике, чем оригинал для SNES. Обозреватель Computer Games Magazine Натан Смит негативно оценил дизайн уровней и геймплей версии для Windows. Смит отметил, что игра изобилует клише, характерными для консольных игр, и требует от игрока чрезмерного терпения и ловкости при низком уровне интеллектуальной нагрузки. Издание Saturn Power назвало Mega Man X3 худшей игрой для Sega Saturn среди доступных. Мэтт Йео из Sega Saturn Magazine раскритиковал версию для Saturn за отсутствие нововведений и низкое качество анимационных вставок. Халверсон отметил улучшенное качество звука в 32-битной версии. Йео и Халверсон также указали на проблему с уменьшенным размером изображения в версии для Saturn.
Североамериканская и европейская версии Mega Man X3 для SNES являются редкими из-за ограниченного тиража и выпуска в период спада популярности игровой системы. Capcom сократила поставки 16-битных игр осенью 1995 года, несмотря на высокий спрос на продукцию для SNES. Для обеспечения рентабельности компания установила на Mega Man X3 более высокую цену по сравнению с предыдущими играми серии. В итоге картриджи с игрой стали перепродаваться по высоким ценам на сайтах типа eBay. Разработчики отметили, что, несмотря на добавление Зеро в качестве играбельного персонажа, его игровой процесс мало отличался от игры за Икса. Это привело к переработке концепции Зеро в Mega Man X4, где он стал использовать меч вместо огнестрельного оружия.